# Hervormde Kerk (Vaassen)

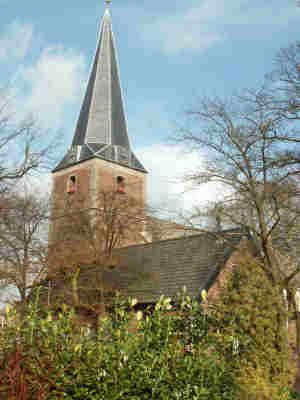
Der gotische Kirchturm von Vaaseen

Die Hervormde Kerk (deutsch Reformierte Kirche) (auch Ursulakerk oder Dorpskerk genannt, deutsch Dorfkirche) ist das Kirchengebäude einer reformierten Gemeinde innerhalb der Protestantischen Kirche in den Niederlanden in Vaassen einem Ortsteil der Gemeinde Epe in der niederländischen Provinz Gelderland. Der Turm der Kirche ist seit dem Jahr 1968 als Rijksmonument eingestuft.

## Geschichte
Das heutige Kirchengebäude geht zurück auf eine Eigenkirchengründung um das Jahr 800. Diese erste Kirche, geweiht der heiligen Ursula von Köln, wurde durch die Adlige Brunhold dem Kloster Lorsch geschenkt. Der spätgotische Kirchturm wurde um 1500 errichtet. 1610 wurde an der Kirche die Reformation eingeführt. Das Langhaus der Kirche wurde 1853 durch einen klassizistischen schlichten Saalbau für die Erfordernisse einer calvinistischen Predigtkirche ersetzt.
Die Reformierte Gemeinde Vaassen gehört seit 2009 zur 2004 geschaffenen unierten Protestantischen Kirche in den Niederlanden.

## Orgel

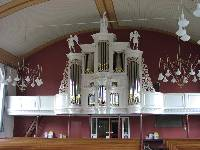
Blick auf die Orgel

Die Orgel wurde 1821 erbaut und im Laufe der Zeit mehrfach verändert. 2002 erbaute der Orgelbauer René Nijsse in dem Orgelgehäuse von 1821 ein neues Orgelwerk, wobei vorhandenes Pfeifenmaterial Wiederverwendung fand. Das Instrument hat 23 Register auf zwei Manualen und Pedal. die Trakturen sind mechanisch.
| I Hauptwerk C–f3 |                |       |
| 1.               | Bourdon        | 16′   |
| 2.               | Prestant       | 8′    |
| 3.               | Roerfluit      | 8′    |
| 4.               | Octaaf         | 4′    |
| 5.               | Spitsfluit     | 4′    |
| 6.               | Quint          | 2 ⁄3′ |
| 7.               | Octaaf         | 2′    |
| 8.               | Cornet V       |       |
| 9.               | Mixtuur III-IV |       |
| 10.              | Fagot (B/D)    | 16′   |
| 11.              | Trompet (B/D)  | 8′    |

| II Positiv C–f3 |               |        |
| 12.             | Holpijp       | 8′     |
| 13.             | Gamba         | 8′     |
| 14.             | Prestant      | 4′     |
| 15.             | Flûte travers | 4′     |
| 16.             | Nasard        | 2 ⁄3′  |
| 17.             | Gemshoorn     | 2′     |
| 18.             | Terts         | 1 3⁄5′ |
| 19.             | Flageolet     | 1′     |
| 20.             | Dulciaan      | 8′     |
|                 | Tremulant     |        |

| Pedal C–d1 |            |     |
| 21.        | Subbas     | 16′ |
| 22.        | Open Fluit | 8′  |
| 23.        | Bazuin     | 16′ |

- Koppeln: II/I (B/D), I/P, II/P